# Верея (Приаргунський округ)
Верея́ (рос. Верея) — селище у складі Приаргунського округу Забайкальського краю, Росія.

## Населення
Населення — 76 осіб (2010; 125 у 2002).
Національний склад (станом на 2002 рік):
- росіяни — 99 %